# Laaglandregenwouden van Nieuw-Brittannië en Nieuw-Ierland
De Laaglandregenwouden van Nieuw-Brittannië en Nieuw-Ierland zijn regenwouden, waarmee de eilanden Nieuw-Brittannië en Nieuw-Ierland van Papoea-Nieuw-Guinea grotendeel zijn begroeid. In de regenwouden leven verschillende endemische diersoorten.
De ecoregio wordt bedreigd door houtkap en vernietiging van het habitat voor landbouw.

## Locatie
De smalle Straat van Vitiaz vormt de scheiding tussen het Huonschiereiland, gelegen aan het vasteland van Papoea-Nieuw-Guinea en de eilanden van de Bismarck-archipel. De grootste eilanden van de archipel zijn Nieuw-Brittannië en Nieuw-Ierland. Beide eilanden zijn lang en smal en bevatten een aantal bergketens. Op beide eilanden zijn een aantal vulkanen, de meeste op Nieuw-Brittannië. De eilanden bestaan uit een vulkanische bodem en kalksteen. Nieuw-Brittannië bestaat 30% uit kalksteengronden en Nieuw-Ierland 40%, vooral in de noordelijke helft van het eiland.
Naast Nieuw-Brittannië en Nieuw-Ierland behoren er ook enkele kleine eilanden tot de ecoregio, zoals de St. Matthias-eilanden, New Hanover en Feni.
De laaglandregenwouden komen voor onder de 1.000 meter. Boven de 1.000 meter maken de regenwouden deel uit van de ecoregio montane regenwouden van Nieuw-Brittannië en Nieuw-Ierland.

## Klimaat
Het klimaat is een nat tropisch klimaat. Het gemiddelde van de jaarlijkse neerslag verschilt per locatie. Op sommige plakken kan 1.500 milliliter vallen, terwijl op andere locaties 6.000 milliliter valt.

## Flora
Kalksteengronden verschillen van vulkanische bodems omdat ze weinig voedingstoffen bezitten en het water snel wegvloeit. Ondanks deze verschillen is de vegetatie op zowel de kalksteengronden en vulkanische bodems vrijwel hetzelfde. De boomsoorten die aangetroffen worden in de regenwouden komen uit de geslachten Pometia, Octomeles, Alstonia, Campnosperma, Canarium, Dracontomelon, Pterocymbium, Crytocarya, Intsia, Ficus en Terminalia.
Naast laaglandregenwouden bevinden er zich ook zoetwatermoerassen en mangrovebossen binnen de ecoregio. In de mangrovenbossen komen aan de kust andere boomsoorten voor dan meer in het binnenland. Aan de kust worden soorten aangetroffen uit de geslachten Avicennia en Sonneratia, terwijl meer naar het binnenland soorten uit geslachten als Rhizophora en Bruguiera overheersen. In de zoetwatermoerassen treft men soorten aan als Campnosperma brevipetiolata, Terminalia brassii, de sagopalm en soorten uit het geslacht Pandus aan.
Bossen op kalksteengronden in het kustgebied van Zuid-Nieuw-Ierland en langs de kust en het binnenland van Nieuw-Brittannië worden gedomineerd door de boomsoort Vitex cofassus.

## Fauna
Er komen 47 soorten zoogdieren voor binnen deze ecoregio. De meeste soorten zijn vleermuizen (36 soorten), de overige zijn knaagdieren. 9 soorten zoogdieren zijn bijna endemisch zoals de vleermuizen Dobsonia anderseni, Dobsonia praedatrix, Melonycteris melanops, Nyctimene major, Pteropus admiralitatum, Pteropus gilliardorum en Emballonura serii en de knaagdieren Hydromys neobritannicus en Uromys neobritannicus.
Verder komen er ook 19 endemische en 36 bijna endemische vogelsoorten voor. 2 van deze soorten zijn endemisch op de St. Matthias-eilanden, 1 op het eiland New Hanover, 1 op het eiland Feni, 10 op Nieuw-Brittannië en 5 op Nieuw-Ierland.
De endemische soorten zijn de zwarte wespendief, grauwe sperwer, New-britainsperwer, New-Britainbronsvleugelduif, blauwoogkaketoe, Bismarckvleermuisparkiet, Bismarckvalkuil, Bismarckdwergijsvogel, Bismarckijsvogel, Bismarckzanger, witrugmonarch, zwartborstwaaierstaart, vuurkopdwerghoningeter, vale dwerghoningeter, roodkeeldwerghoningeter, Hunsteins non, Forbes' non, Lonchura nigerrima en Bismarckspitsvogel.

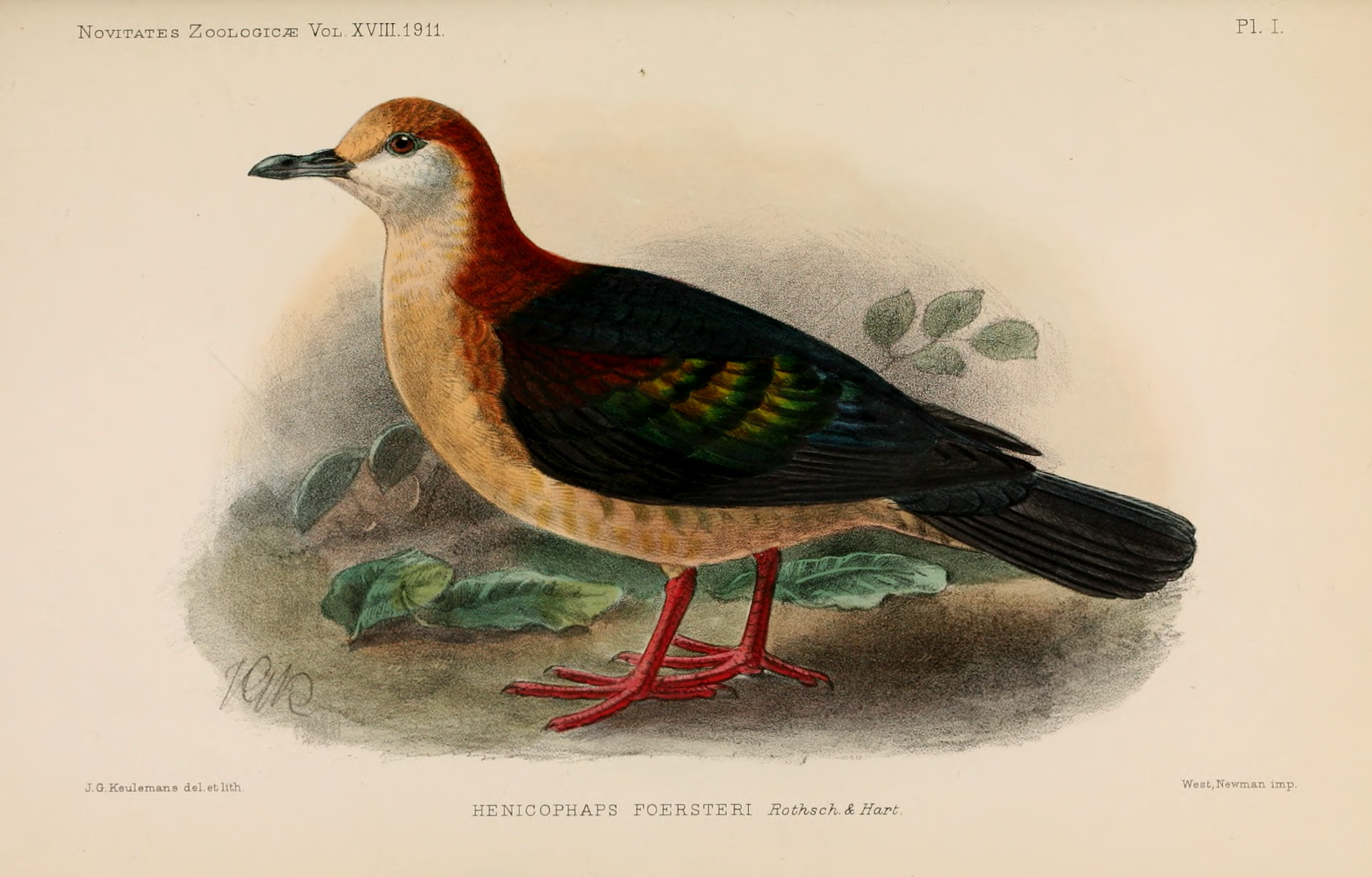
New-Britainbronsvleugelduif (Henicophaps foersteri)
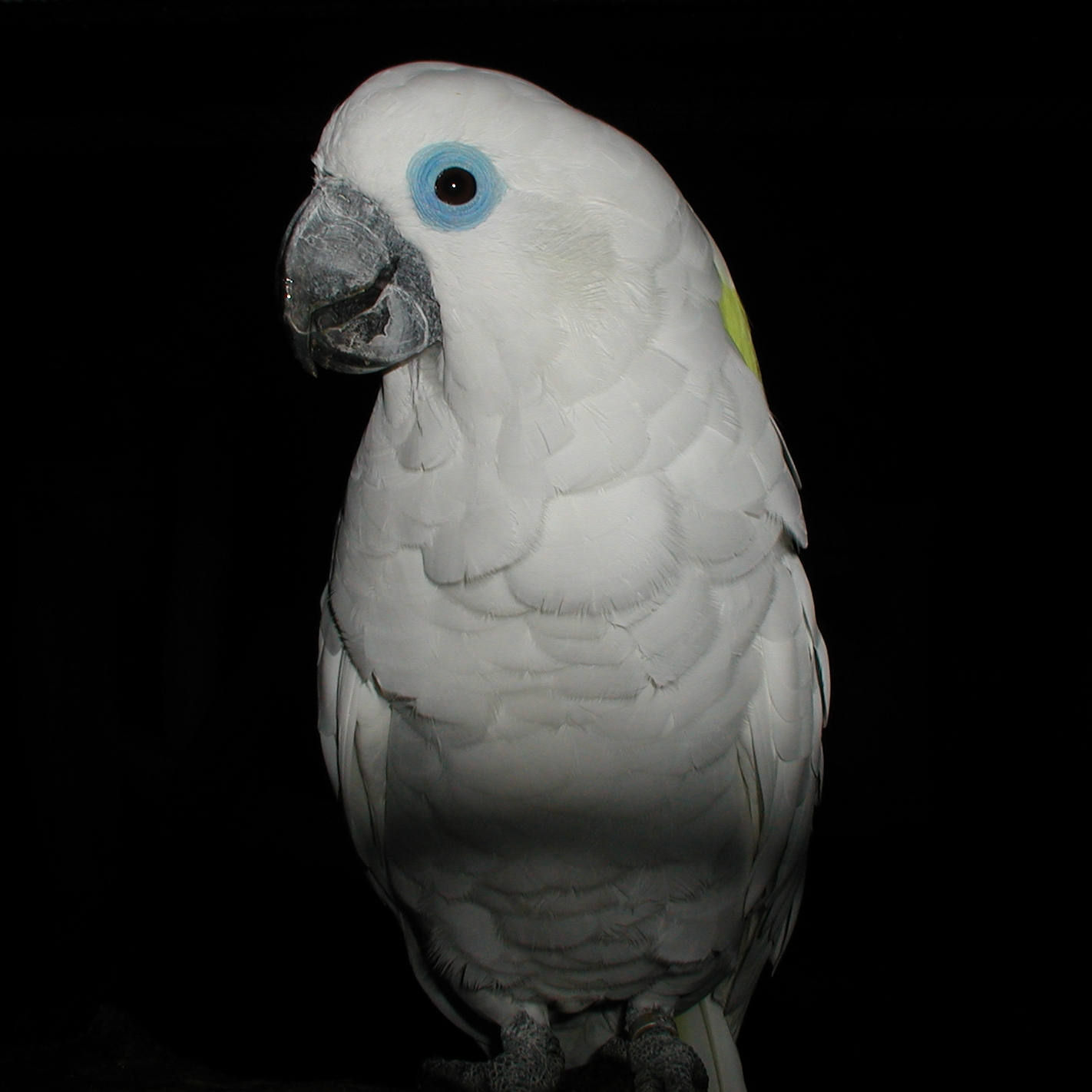
Blauwoogkaketoe (Cacatua ophthalmica)
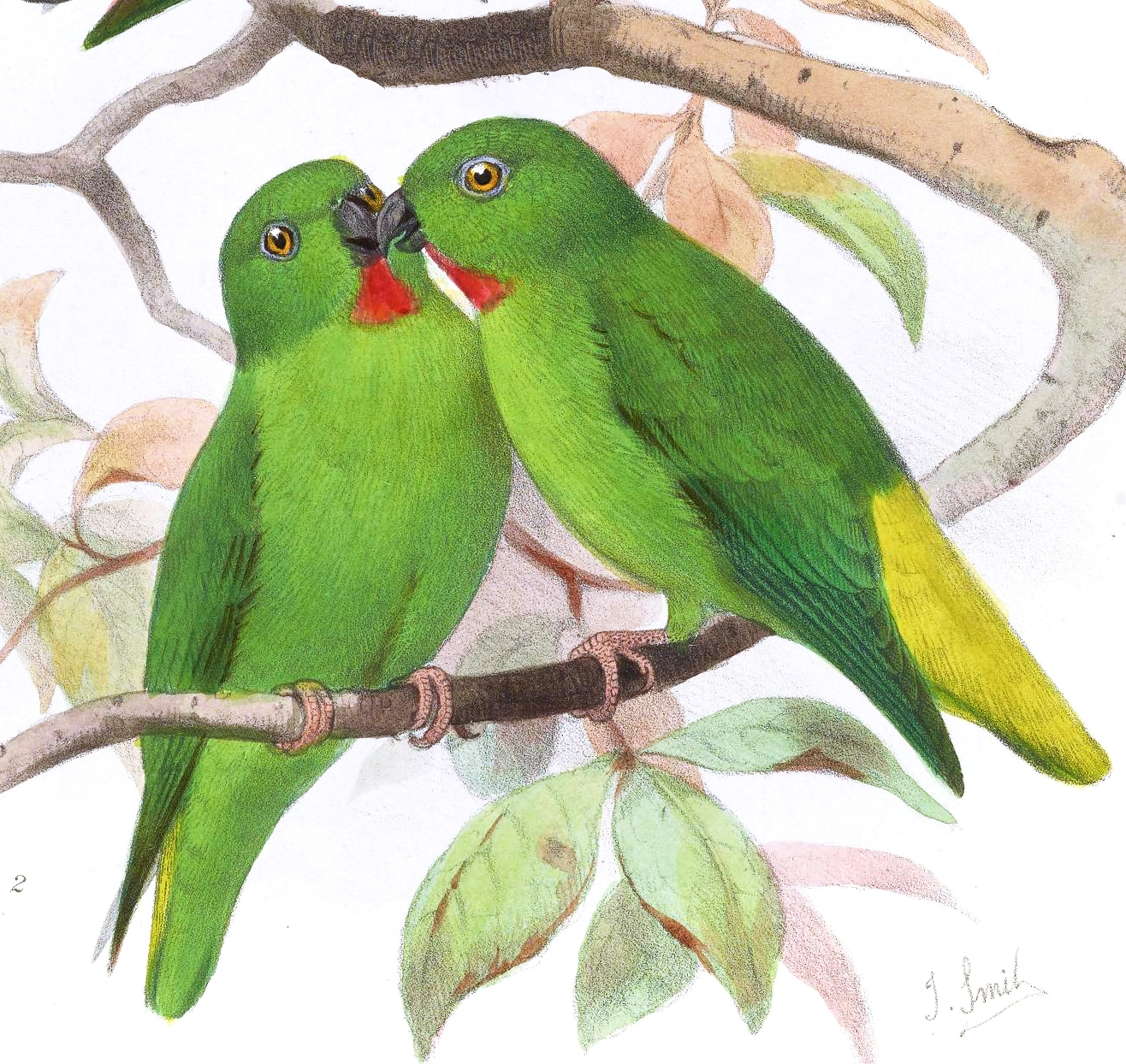
Bismarckvleermuisparkiet (Loriculus tener)
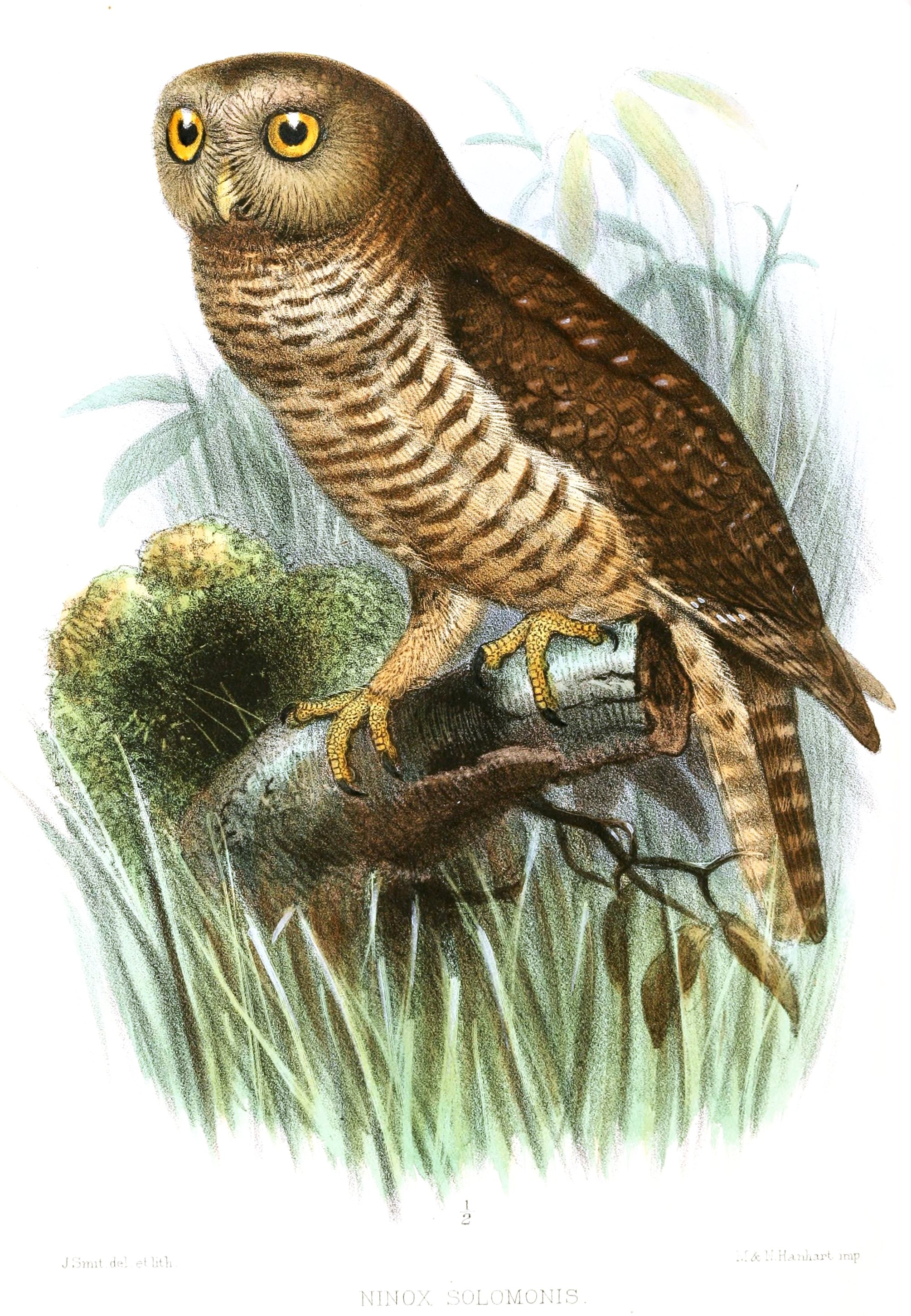
Bismarckvalkuil (Ninox variegata)
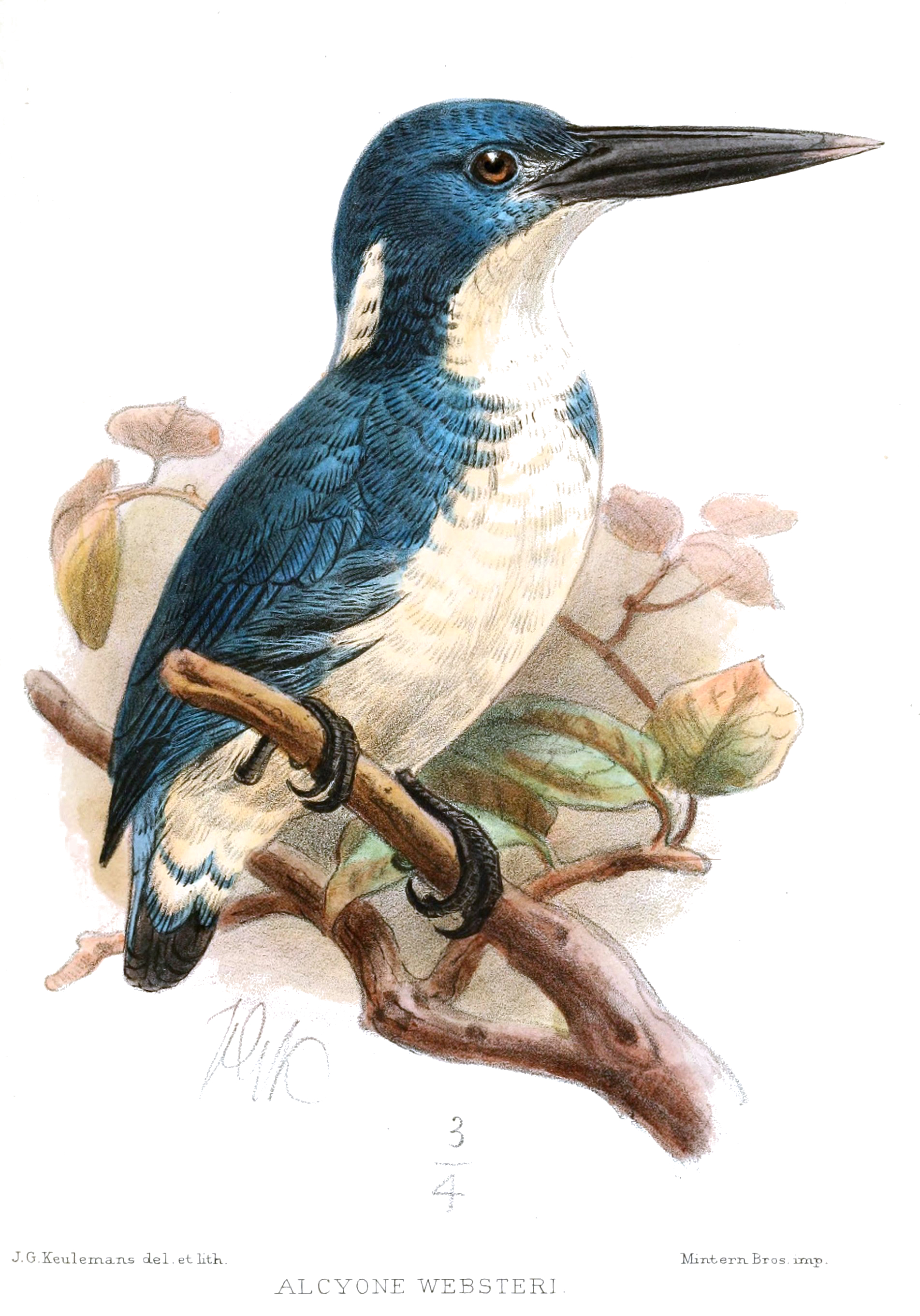
Bismarckdwergijsvogel (Ceyx websteri)
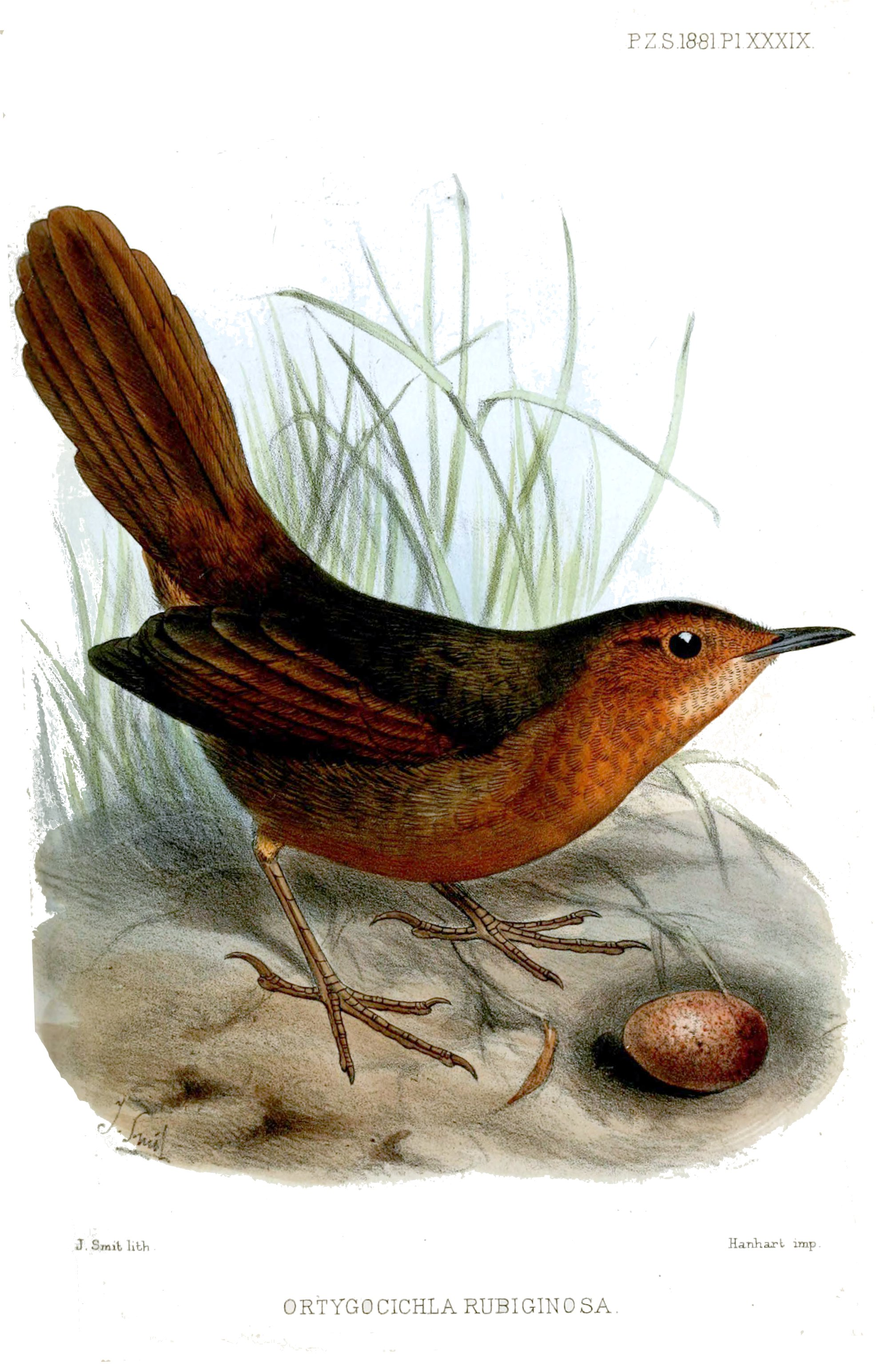
Bismarckzanger (Megalurulus rubiginosus)
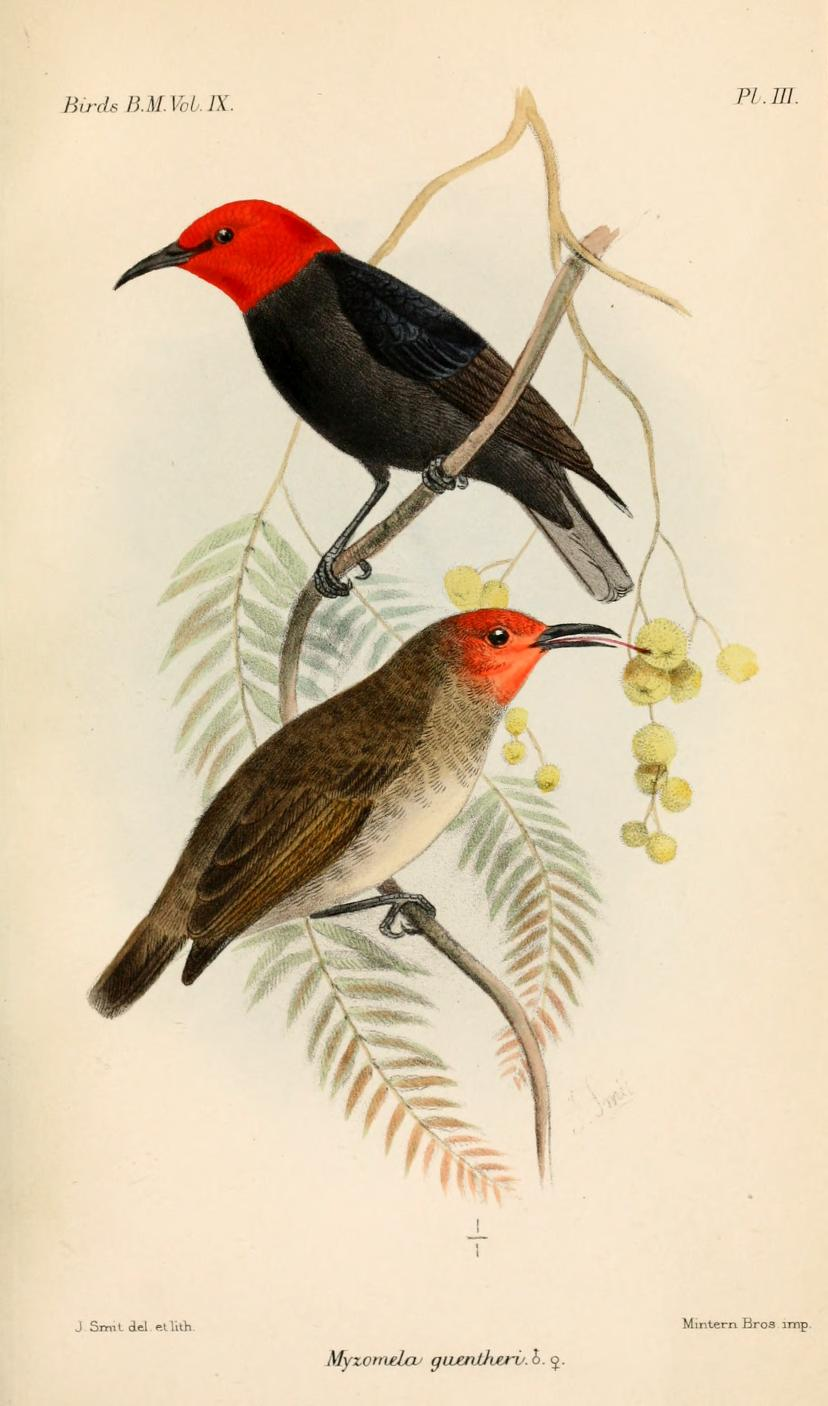
Vuurkopdwerghoningeter (Myzomela erythromelas)
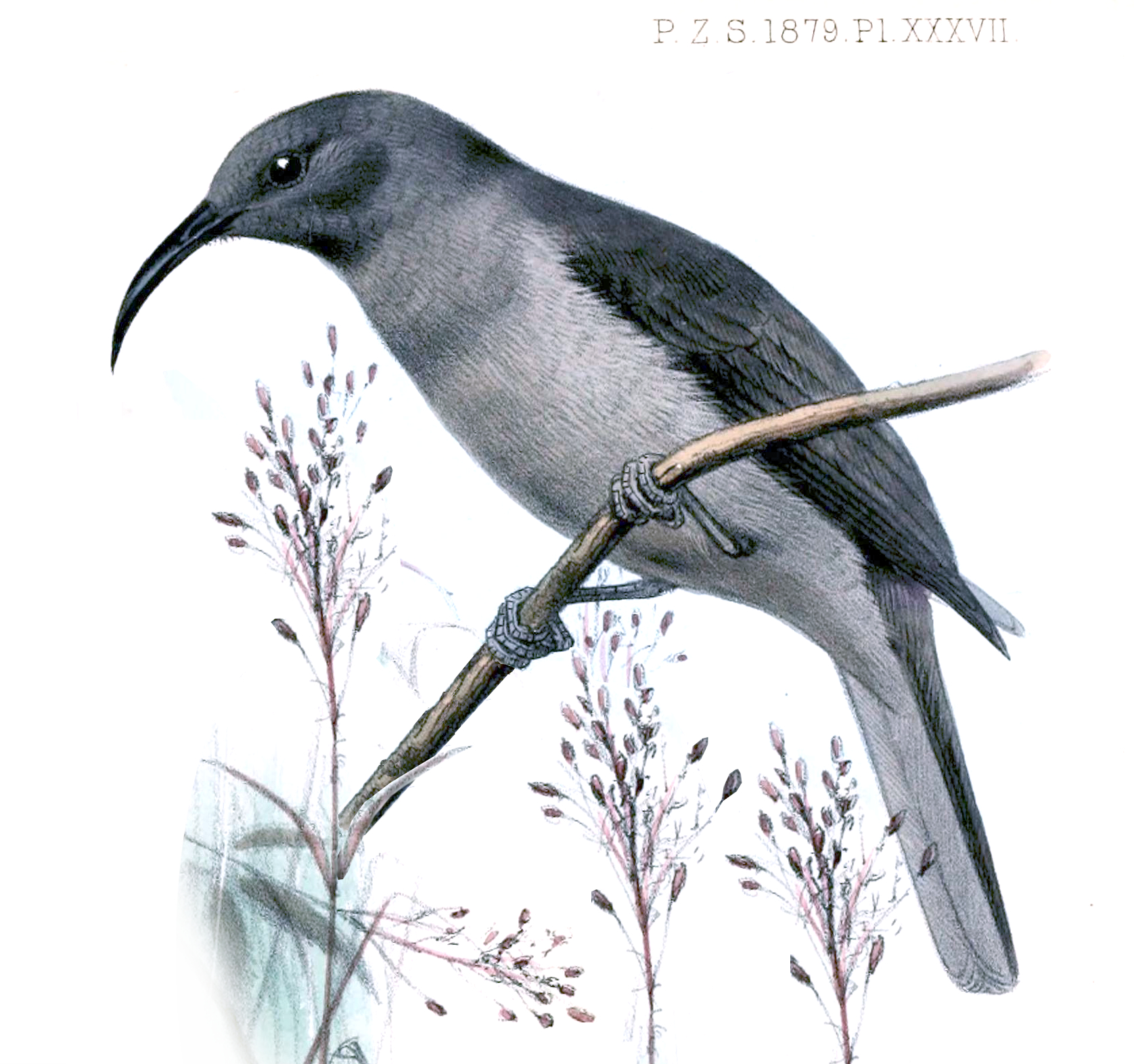
Vale dwerghoningeter (Myzomela cineracea)
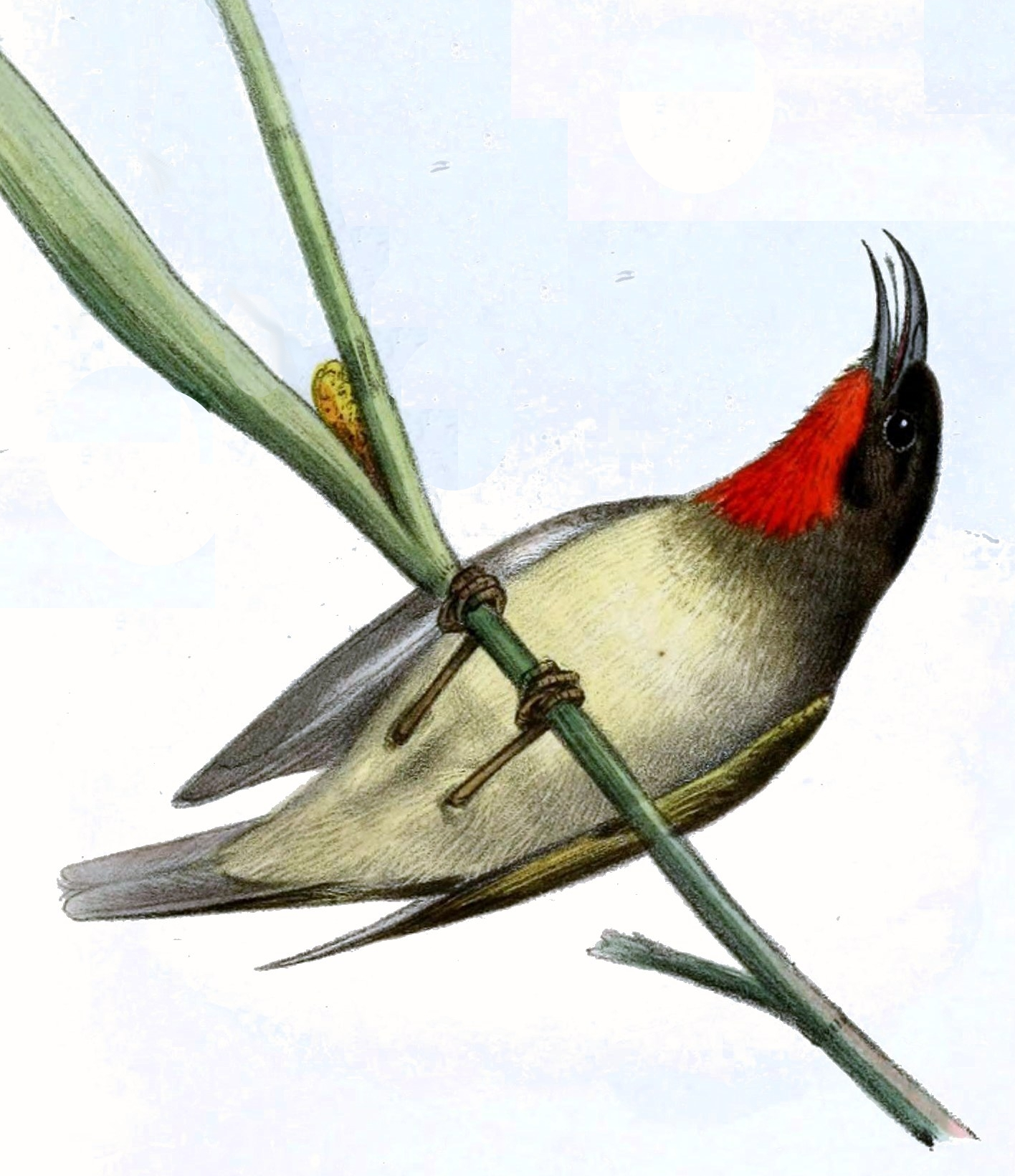
Roodkeeldwerghoningeter (Myzomela sclateri)
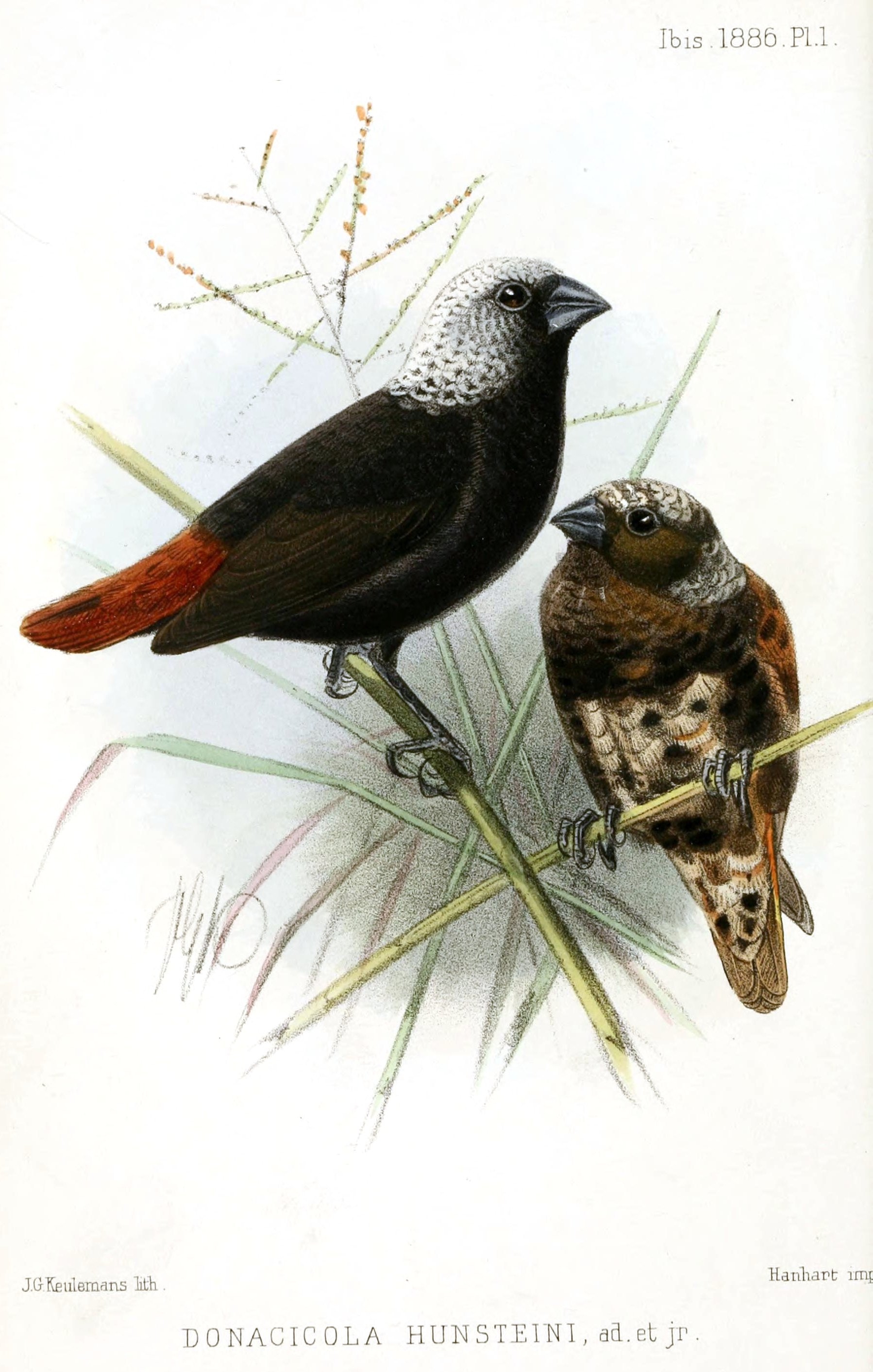
Hunsteins non (Lonchura hunsteini)
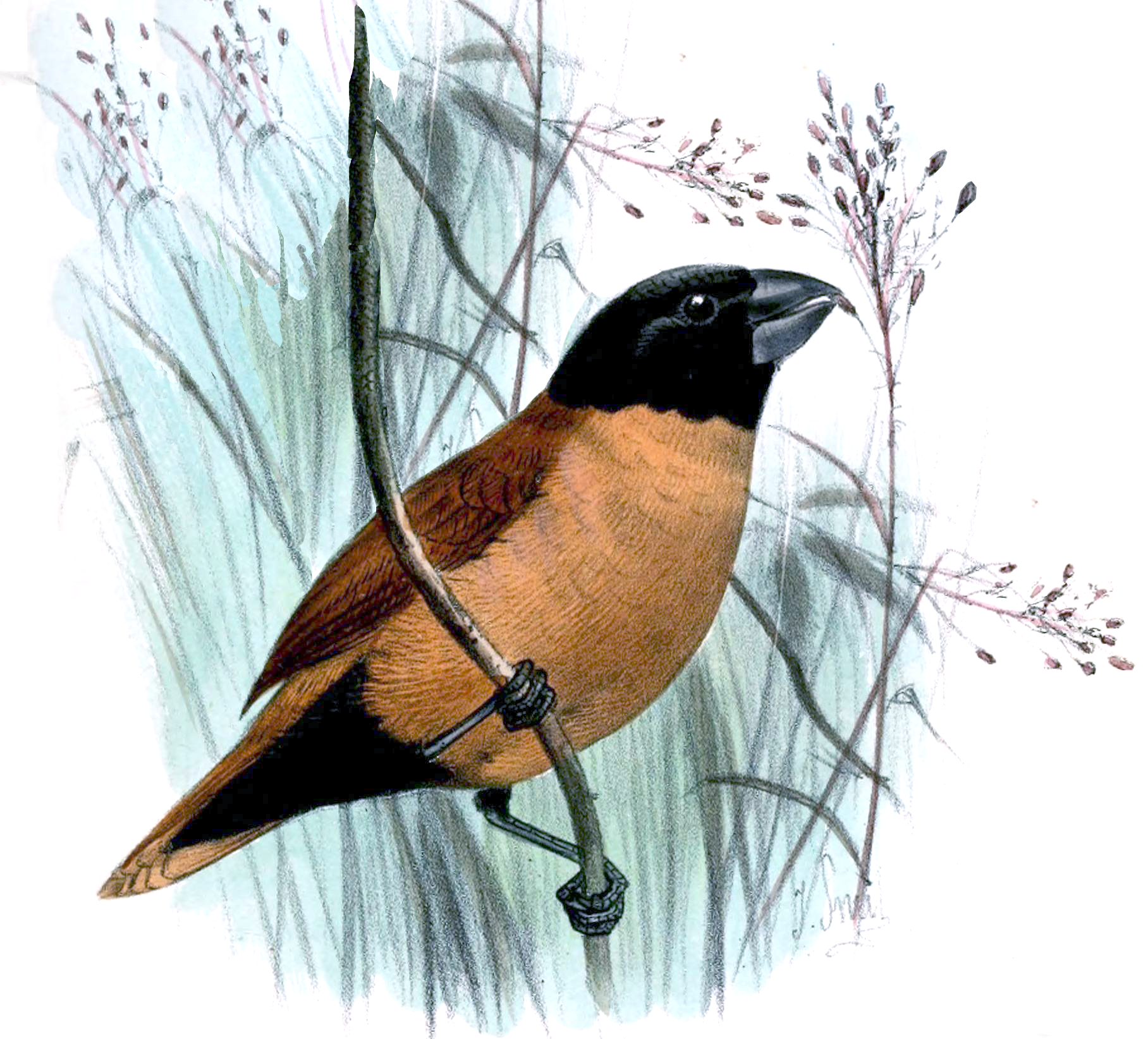
Forbes' non (Lonchura forbesi)
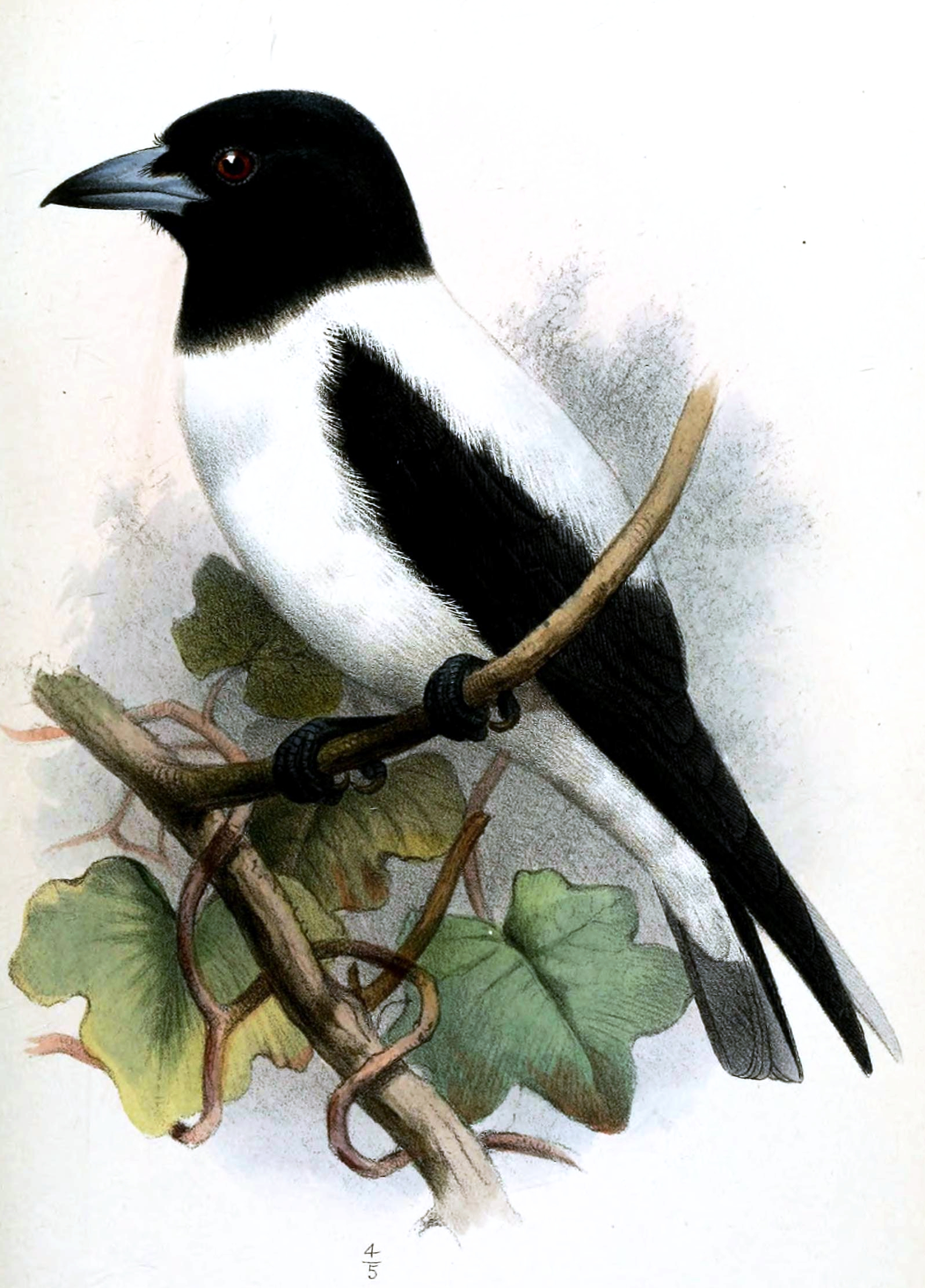
Bismarckspitsvogel (Artamus insignis)